# Pöttsching
Pöttsching is een gemeente in de Oostenrijkse deelstaat Burgenland, gelegen in het district Mattersburg (MA). De gemeente heeft ongeveer 2700 inwoners.

## Geografie
Pöttsching heeft een oppervlakte van 24,6 km². Het ligt in het uiterste oosten van het land.
Antau · Bad Sauerbrunn · Baumgarten · Draßburg · Forchtenstein · Hirm · Krensdorf · Loipersbach · Marz · Mattersburg · Neudörfl · Pöttelsdorf · Pöttsching · Rohrbach bei Mattersburg · Schattendorf · Sieggraben · Sigleß · Wiesen · Zemendorf-Stöttera
- Gemeinsame Normdatei: 7607552-7
- MusicBrainz: ffebf6f0-2fb3-4f30-aaba-b70c7c1b603d
- Nationale Bibliotheek van Israël: 987012858532805171
- Virtual International Authority File: 249435660
- WorldCat: E39PBJqFMRxXYWXx7kH87mdxXd